# مايكل ستيرنز
مايكل ستيرنز (بالإنجليزية: Michael Stearns)‏ هو مؤلف موسيقى تصويرية وملحن أمريكي، ولد في 1948 في الولايات المتحدة.

## وصلات خارجية
- مايكل ستيرنز على موقع IMDb (الإنجليزية)
- مايكل ستيرنز على موقع ميوزك برينز (الإنجليزية)
- مايكل ستيرنز على موقع أول ميوزيك (الإنجليزية)
- مايكل ستيرنز على موقع ديسكوغز (الإنجليزية)
- مايكل ستيرنز على موقع قاعدة بيانات الفيلم (الإنجليزية)